# Rappresentanze dei Länder presso la Federazione a Bonn

Stemma di Bonn

Le rappresentanze dei Länder presso la Federazione a Bonn si ebbero nel periodo dal 1949 al 2001 nel quale le rappresentanze permanenti degli stati federati tedeschi (che ne rappresentano gli interessi nei confronti degli organi federali e degli altri Länder) hanno avuto sede a Bonn, capitale della Germania Ovest fino al 1990, prima del loro definitivo trasferimento a Berlino a conclusione del processo di riunificazione tedesca.

## Sviluppo storico
La presenza delle rappresentanze dei Länder nella città della Renania Settentrionale-Vestfalia iniziò nel 1949, proseguì per tutto il periodo nel quale Bonn fu capitale della cosiddetta Germania Ovest, e si concluse nel 2001 con il definitivo trasferimento di tutte le maggiori istituzioni federali nella nuova capitale Berlino.
La presenza a Bonn si può suddividere in quattro periodi:
1. dal 1949 al 1955 i rappresentanti dei 12 stati della Germania occidentale[1] avevano sede presso Villa Henkel a Unkel, città della Renania-Palatinato a pochi chilometri a sud di Bonn;
2. dal 1955 al 1990, con la conferma di Bonn a capitale effettiva della Repubblica Federale Tedesca, i 12 stati occidentali presero possesso di edifici dedicati all'interno di Bonn (principalmente nel quartiere di Gronau), adibendoli a rappresentanze permanenti;
3. dal 1990 al 1999, in seguito alla riunificazione tedesca e nonostante lo spostamento della capitale a Berlino, i 5 ricostituiti Länder nati nella ex Germania Est[2] aprirono la loro rappresentanza a Bonn;
4. dal 1999 al 2001 avvenne il trasferimento di tutte le 16 rappresentanze da Bonn a Berlino.

L'apertura delle rappresentanze dei nuovi Länder orientali fu di due tipologie:
- Turingia, Sassonia-Anhalt e Brandeburgo presero possesso di edifici dedicati;
- Sassonia e Meclemburgo-Pomerania Anteriore si stabilirono nell'edificio che dal 1972 al 1990 era stata la sede della Rappresentanza permanente della DDR presso la BRD, di fatto l'ambasciata della Germania Est a Bonn.

## Elenco delle rappresentanze a Bonn
| Stemma | Land                             | Rappresentanza permanente                                                      | Immagine | Apertura | Chiusura |
| ------ | -------------------------------- | ------------------------------------------------------------------------------ | -------- | -------- | -------- |
|        | Amburgo                          | Rappresentanza del Land Amburgo presso la Federazione                          |          | 1950     | 2000     |
|        | Assia                            | Rappresentanza del Land Assia presso la Federazione                            |          | 1949     | 2001     |
|        | Baden-Württemberg                | Rappresentanza del Land Baden-Württemberg presso la Federazione                |          | 1954     | 2000     |
|        | Bassa Sassonia                   | Rappresentanza del Land Bassa Sassonia presso la Federazione                   |          | 1949     | 2000     |
|        | Baviera                          | Rappresentanza del Land Baviera presso la Federazione                          |          | 1949     | 1999     |
|        | Berlino                          | Rappresentanza del Land Berlino presso la Federazione                          |          | 1949     | 2000     |
|        | Brandeburgo                      | Rappresentanza del Land Brandeburgo presso la Federazione                      |          | 1991     | 2001     |
|        | Brema                            | Rappresentanza del Land Brema presso la Federazione                            |          | 1949     | 1999     |
|        | Meclemburgo-Pomerania Anteriore  | Rappresentanza del Land Meclemburgo-Pomerania Anteriore presso la Federazione  |          | 1990     | 1999     |
|        | Renania-Palatinato               | Rappresentanza del Land Renania-Palatinato presso la Federazione               |          | 1951     | 2000     |
|        | Renania Settentrionale-Vestfalia | Rappresentanza del Land Renania Settentrionale-Vestfalia presso la Federazione |          | 1949     | 2000     |
|        | Saarland                         | Rappresentanza del Land Saarland presso la Federazione                         |          | 1969     | 2000     |
|        | Sassonia                         | Rappresentanza del Land Sassonia presso la Federazione                         |          | 1991     | 1999     |
|        | Sassonia-Anhalt                  | Rappresentanza del Land Sassonia-Anhalt presso la Federazione                  |          | 1991     | 2000     |
|        | Schleswig-Holstein               | Rappresentanza del Land Schleswig-Holstein presso la Federazione               |          | 1949     | 2000     |
|        | Turingia                         | Rappresentanza del Land Turingia presso la Federazione                         |          | 1991     | 1999     |

## Status degli edifici
I 12 Länder originari della Germania Ovest ad aprire le rappresentanze a Bonn a cavallo tra gli anni '40 e gli anni '50, ben 5 hanno inizialmente fatto costruire nuovi edifici, successivamente ampliati e nuovamente sostituiti da nuovi edifici. Si tratta di Baviera, Baden-Württemberg, Bassa Sassonia, Renania Settentrionale-Vestfalia e Renania-Palatinato. Gli stati dell'Assia e dello Schleswig-Holstein, invece, negli anni hanno fatto eseguire lavori di ampliamento strutturale su vecchi edifici già presenti in città, mentre i Länder più piccoli (Berlino, Brema, Amburgo e Saarland) non hanno svolto interventi particolari alle sedi delle loro rappresentanze. Tutte le rappresentanze erano di proprietà del Land che vi aveva sede.
Dopo il trasferimento a Berlino, gli edifici a Bonn hanno seguito diverse vicissitudini:
- i due edifici che furono sede del Nord Reno-Vestfalia, quello della Baviera e quello della Renania-Palatinato sono rimasti invariati, e sono adibiti ad altro uso;
- le sedi del Baden-Württemberg e della Bassa Sassonia sono stati in gran parte demoliti, e rimangono a testimonianza solo alcune parti della facciata;
- la prima rappresentanza della Bassa Sassonia, quella della Sassonia-Anhalt e la seconda dello Schleswig-Holstein sono state completamente demolite;
- la rappresentanza della Baviera è ora sotto tutela monumentale.